# 手作り
| ウィキペディアには「手作り」という見出しの百科事典記事はありません（タイトルに「手作り」を含むページの一覧/「手作り」で始まるページの一覧）。 代わりにウィクショナリーのページ「手作り」が役に立つかもしれません。 |